# Nationaal Stadion (Singapore)
Het Nationaal Stadion is een stadion in Kallang, een wijk in de Central Region van Singapore. Het stadion verving het oude nationale stadion dat in 2007 werd gesloten en uiteindelijk in 2010 werd gesloopt. In het stadion worden behalve voetbal- ook rugby-, cricket- en atletiekwedstrijden gehouden. Het stadion biedt plaats aan 55.000 toeschouwers. Verschillende artiesten zoals One Direction, Coldplay, Ed Sheeran, Billie Eilish, Harry Styles, Taylor Swift, Bruno Mars, Lady Gaga en Madonna gaven al een optreden in het stadion. 

## Zuidoost-Aziatisch kampioenschap voetbal 2014
In 2014 was dit stadion een van de gaststadions van het toernooi om de Zuidoost-Aziatisch kampioenschap voetbal. Er werden 3 wedstrijden in groep B gespeeld. In alle drie de wedstrijden speelde Singapore.
| № | Datum            | Wedstrijd            | Uitslag | Zuidoost-Aziatisch kampioenschap |
| - | ---------------- | -------------------- | ------- | -------------------------------- |
| 1 | 23 november 2014 | Singapore – Thailand | 1 – 2   | Groepsfase                       |
| 2 | 26 november 2014 | Myanmar – Singapore  | 2 – 4   | Groepsfase                       |
| 3 | 29 november 2014 | Singapore – Maleisië | 1 – 3   | Groepsfase                       |

## Afbeeldingen

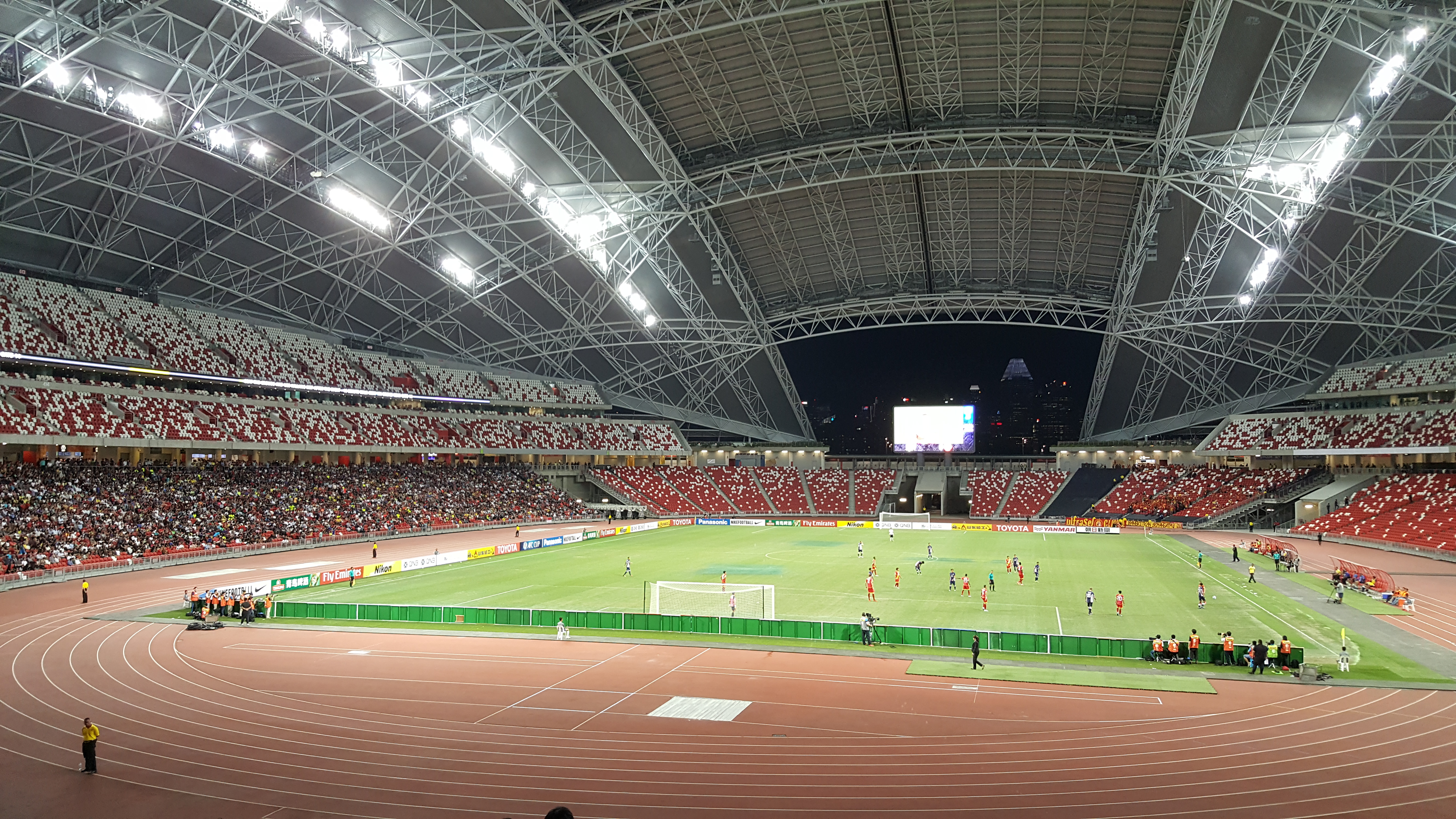
AFC Cup groepsfase
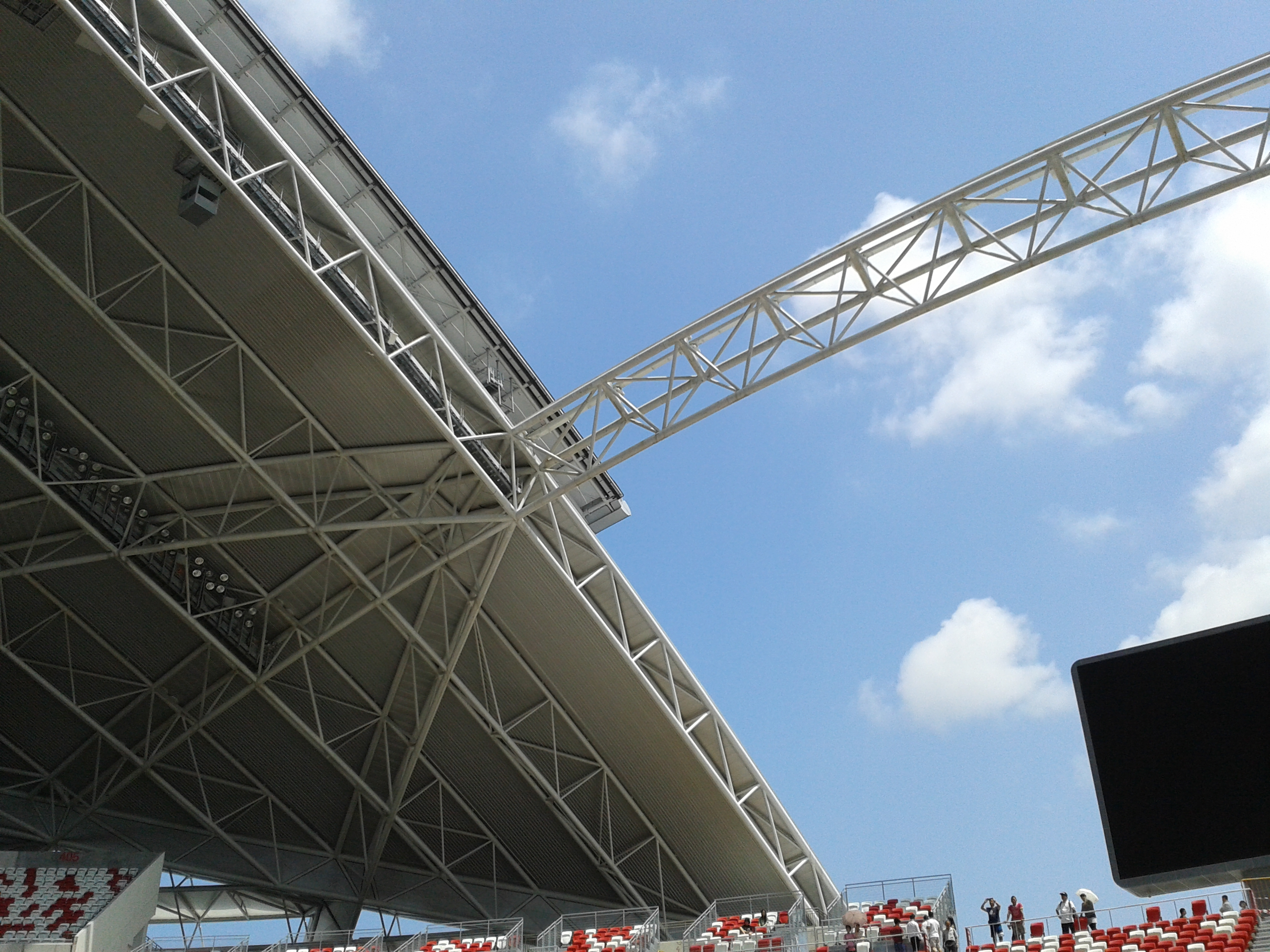
Het dak